# Andy Carter (athlétisme)
Pour les articles homonymes, voir Andy Carter et Carter.
Andrew William « Andy » Carter  (né le 29 janvier 1949 à Exeter) est un athlète britannique, spécialiste du 800 mètres.

## Biographie

### Palmarès
| Date | Compétition                | Lieu         | Résultat | Épreuve          | Performance   |
| ---- | -------------------------- | ------------ | -------- | ---------------- | ------------- |
| 1971 | Championnats d'Europe      | Helsinki     | 3e       | 800 m            | 1 min 46 s 20 |
| 1973 | Coupe d'Europe des nations | Édimbourg    | 1er      | 800 m            | 1 min 46 s 44 |
| 1972 | Jeux olympiques            | Munich       | 6e       | 800 m            | 1 min 46 s 55 |
| 1974 | Jeux du Commonwealth       | Christchurch | 2e       | Relais 4 x 400 m |               |

### Records
| Épreuve | Performance   | Lieu | Date |
| ------- | ------------- | ---- | ---- |
| 800 m   | 1 min 45 s 12 |      | 1973 |